# Pomnik Solidarności w Nowej Hucie
Pomnik Solidarności "Bądź wierny, idź" – pomnik w Krakowie, w centrum Nowej Huty, po południowej stronie  pl. Centralnego.
Pomnik postawiono w 1999 r. przed halą walcowni zgniatacz Huty im. Tadeusza Sendzimira, wydziału w którym powstała najsilniejsza organizacja NSZZ Solidarność na kombinacie, gdzie w 1988 r. miał siedzibę komitet strajkowy, a potem znajdowała się Izba Pamięci poświęcona hutniczej „Solidarności”.
W 2005 r., po prywatyzacji HTS, w związku z planami zburzenia zgniatacza, przeniesiono go na Plac Centralny gdzie został ponownie uroczyście odsłonięty. Pomnik odsłonili: jeden z przywódców pierwszych strajków w hucie Kazimierz Fugiel, przewodniczący Komisji Robotniczej Hutników Władysław Kielian i Zdzisław Siudak pracownik zgniatacza. Monument poświęcili metropolita gdański abp Tadeusz Gocłowski i metropolita krakowski abp Stanisław Dziwisz.
Pomnik ma formę stalowej litery V, osadzonej na cokole (pierwotnie z cegieł). Ta litera to tzw. zajączek, dwa palce dłoni ułożone w literę V oznaczającą zwycięstwo (ang. victory), gest Winstona Churchilla, premiera Wielkiej Brytanii, z lat drugiej wojny światowej. Umieszczono na niej jedenaście tablic z ważnymi w dziejach Nowej Huty datami, poczynając od 1960 r. i obrony krzyża, data wyboru Karola Wojtyły i daty jego pobytów w Nowej Hucie, data powstania Solidarności i inne. U podstawy umieszczono orła w koronie. Poniżej, na cokole znajdują się cztery tablice upamiętniające: obronę krzyża nowohuckiego, wybór Karola Wojtyły na papieża, wydarzenia grudniowe w Gdańsku w 1970 i powstanie Solidarności w 1980 oraz czwarta upamiętniająca powstanie NSZZ Solidarność w Nowej Hucie. Pod tablicami napis SOLIDARNOŚĆ pisany „solidarycą”. U podstawy pomnika znajduje się tablica informująca, że jest on poświęcony „pamięci uczestników pierwszych zrywów solidarnościowych i wszystkich tych bezimiennych, którzy jako pierwsi w okresie powojennym stanęli do walki w obronie wiary, praw pracowniczych i godności ludzkiej”.
Tekst umieszczony na tablicy:
Pomnik poświęcony pamięci uczestników pierwszych zrywów solidarnościowych i wszystkich tych bezimiennych, którzy jako pierwsi
w okresie powojennym stanęli do walki w obronie wiary, praw pracowniczych i godności ludzkiej.
Swoim kształtem nawiązuje do litery V - symbolu zwycięstwa.
Umieszczone na pomniku daty upamiętniają przełomowe dla nowohuckiej Solidarności wydarzenia,
takie jak: walka o krzyż/1960/
wybór Karola Wojtyły na papieża /1978/
i jego pierwsze pielgrzymki do Ojczyzny, w tym te podczas których odwiedzał Nową Hutę /1978/1983/
hutnicze strajki /1980/1981/1988/
oraz reaktywowanie Solidarności /1989/.
Pomnik wybudowano staraniem Komisji Robotniczej Hutników NSZZ Solidarność huty im. Sendzimira
z inicjatywy członków Solidarności z Walcowni Zgniatacz z pieniędzy wpłaconych przez sponsorów
i zebranych w społecznej zbiórce.
Odsłonięto 10 listopada 1999 roku w przeddzień rocznicy odzyskania niepodległości.
Pierwotnie stanął na terenie nowohuckiego Kombinatu, gdzie w 1980,1988 wybuchły robotnicze strajki
wpisujące się w ogólnopolski protest przeciwko komunistycznej władzy i obcej Polakom ideologii.
Chwała ludziom, którzy poświeceniem i wytrwałością zmienili oblicze Polski i Europy.
Bądź wierny. Idź. wiersz, którego fragment umieszczono na tablicy umieszczonej z boku pomnika to przesłanie Pana Cogito, postaci z cyklu wierszy Zbigniewa Herberta.

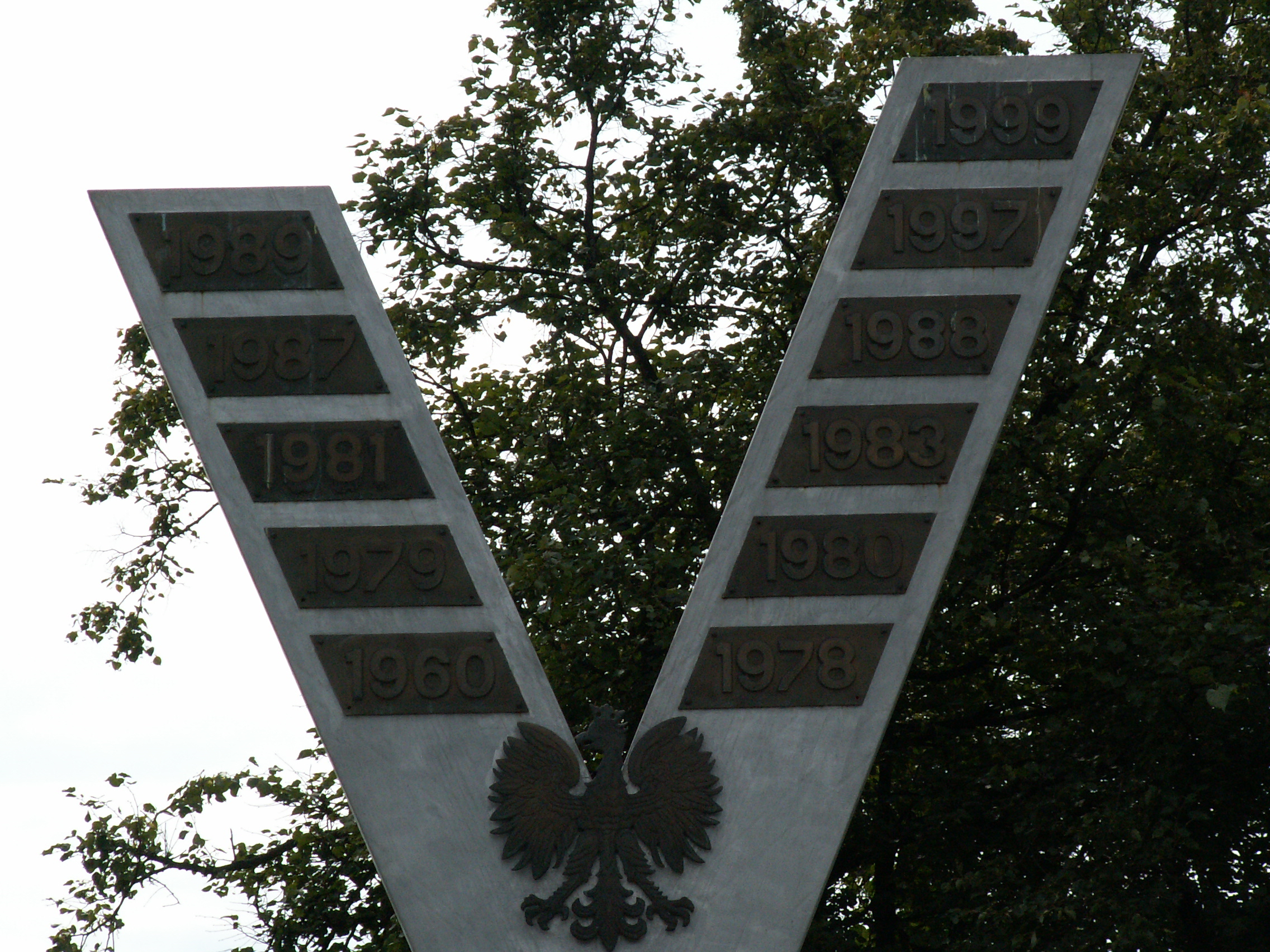
Tablice z datami

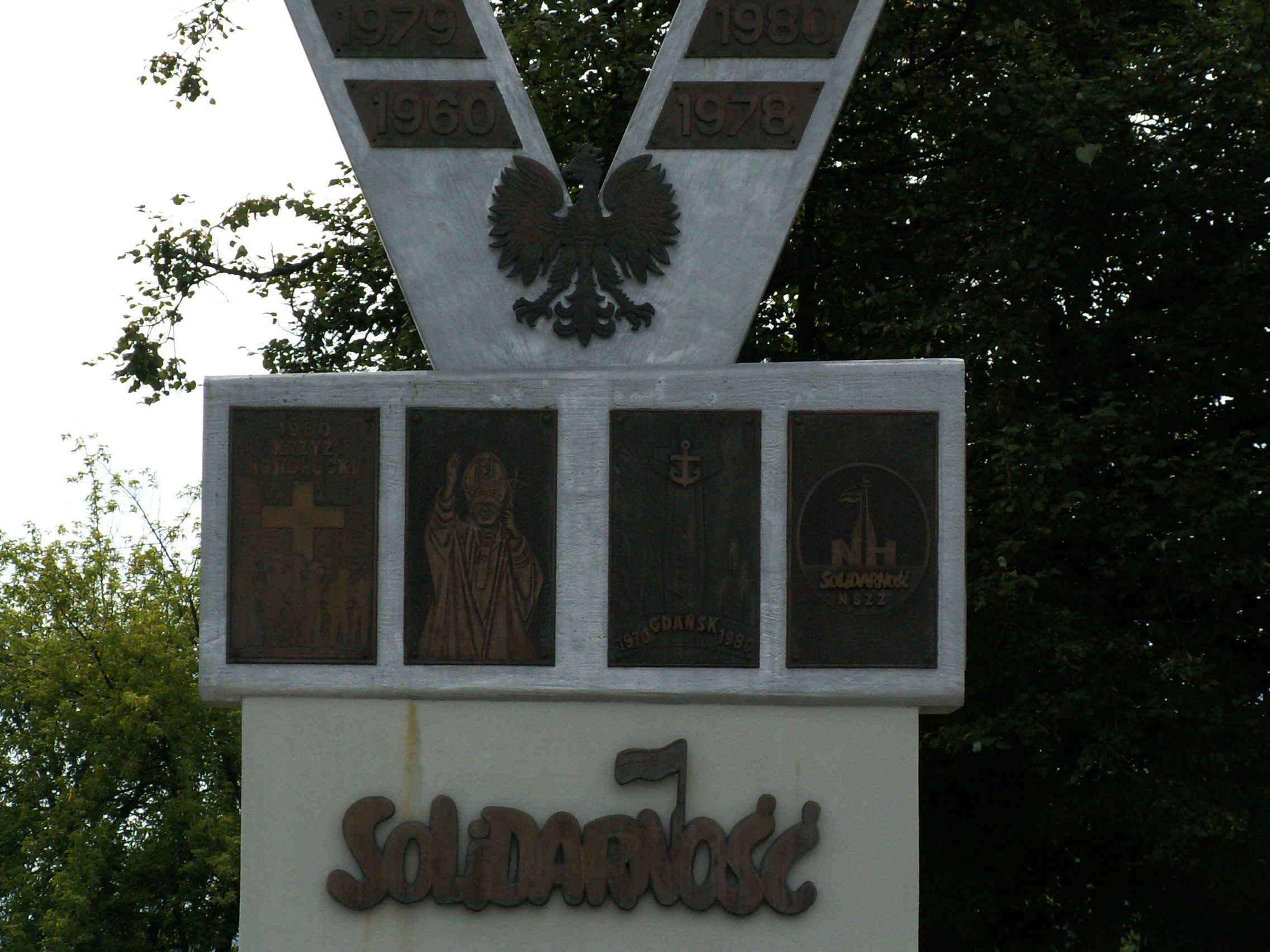
Cokół